# Тернопольский областной краеведческий музей
Тернопольский краеведческий музей — краеведческий музей в Тернополе, самое большое собрание памятников и материалов по природе, истории и быту Тернопольской области, старейшее заведение культуры и просвещения в регионе.

## История
Тернопольский областной краеведческий музей был основан в 1913 году. Официально его открыли 13 апреля 1913 года как Подольский музей при обществе «Народной школы» (основатель — волынский Станислав Сроковский, также создал путеводитель по музею). Уже на тот момент в фондах музея насчитывалось около 100 тыс. экспонатов.
3 мая 1932 года в городе начал действовать Подольский музей при Кружке «Родной школы», история которого тесно связана с именем профессора Тернопольской гимназии «Родная школа» Ярема Якима (1884—1964).
Оба музейных учреждения под названием «Подольского» просуществовали в Тернополе до сентября 1939 года. 26 декабря 1939 года по постановлению Наркомата просвещения СССР Подольский краеведческий музей был реорганизован и на его базе образовали Тернопольский историко-краеведческий музей. Фонды музея, действовавшего в помещении на улице Качалы, 2, также пополнились материалами из уездного музея в Бережанах и коллекциями из музеев городов Чортков и Залещиков.
В период немецкой оккупации (во время Великой Отечественной войны) музей продолжал работать. 19 августа 1943 года гестапо забрала из музея 49 ценных живописных полотен, среди которых были произведения художников Ю. Брандто, Ю. Хельмонского, Л. Л. Вычулковского и М. Кшаша.

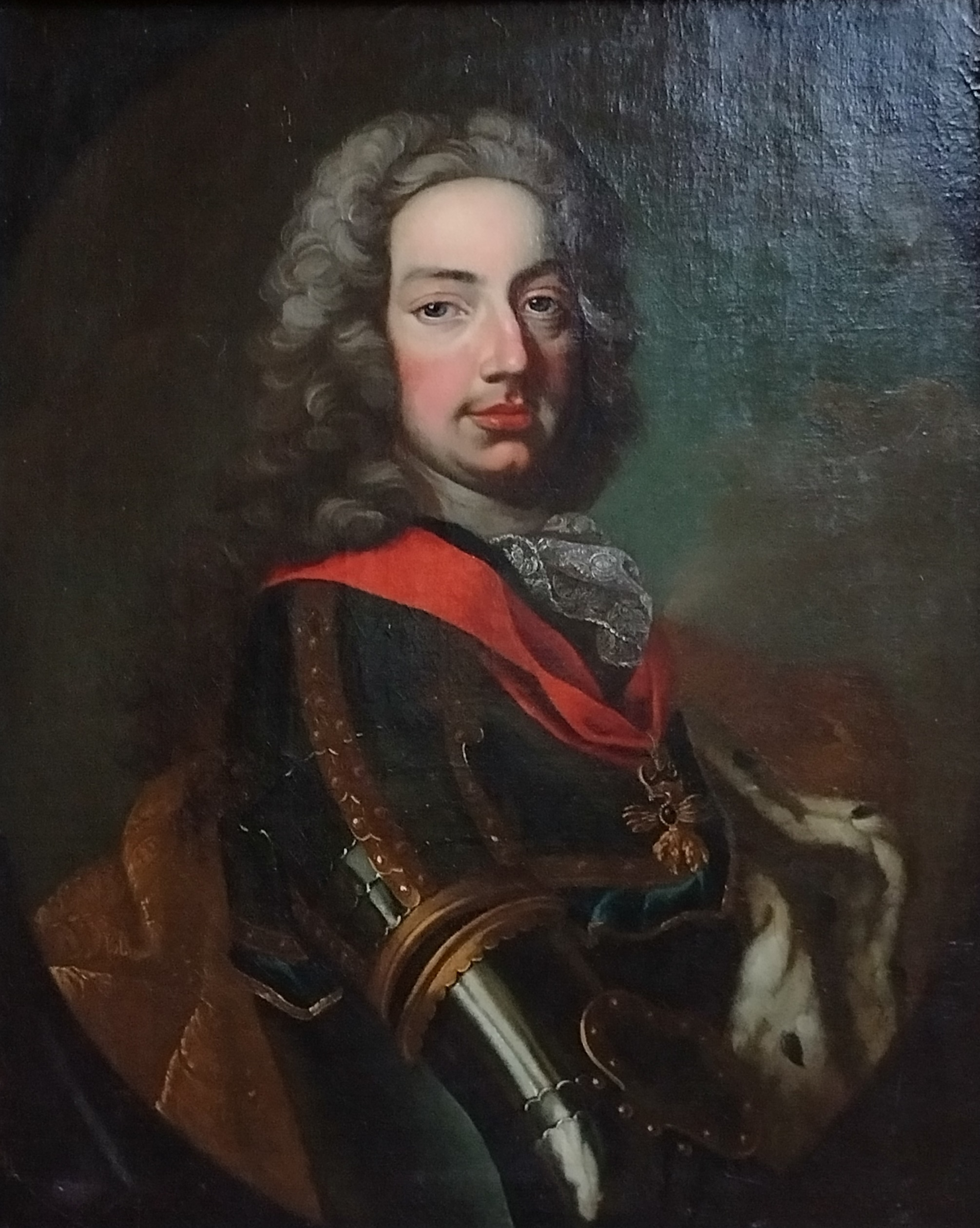
Портрет короля Августа II.

15 июля 1945 года Тернопольский краеведческий музей был снова открыт, но помещение (на улице Валовой) нуждалось в капитальном ремонте, и с 1968 года экспозиция была надолго закрыта.
30 декабря 1982 года музей переехал в новое помещение, выстроенное по проекту архитектора Олега Ивановича Головчака и инженера Юзефа Зимельса.

### Постсоветский период
В структуре музея в настоящее время имеется 7 отделов: 3 экспозиционных отдела (древней, новой и новейшей истории и природы), а также отделы фондов, научно-просветительской работы, научно-методической работы и художественно-реставрационный.
В 1990—2000-е годы Тернопольский областной краеведческий музей являлся одним из самых известных научных и просветительских учреждений на Украине. В 2009 году его обслуживали 42 научных сотрудника, обеспечивающие все функции музейной деятельности: научно-исследовательскую, просветительскую, экспозиционную, выставочную, издательскую, комплектование фондов, сохранение историко-культурных памятников и научно-методическую.
В 1990-х годах в фонды музея поступили тысячи экспонатов, в том числе из-за рубежа, среди них — художественные полотна Якова Гнездовского, Михаила Мороза, А. Кендл и других художников; документальные и фотоматериалы по истории территории Украины, филателистические и нумизматические коллекции.
В 1996 году в отдельном помещении открыт был историко-мемориальный музей политических заключённых на правах отдела музея.
Музей ежегодно устраивает выставки из своих фондов. Традиционно это Рождественские и Пасхальные выставки, искусство старины, сакральное искусство, античные вещи. К наиболее многочисленным относятся персональные выставки современных художников.

## Фонды и экспозиция музея

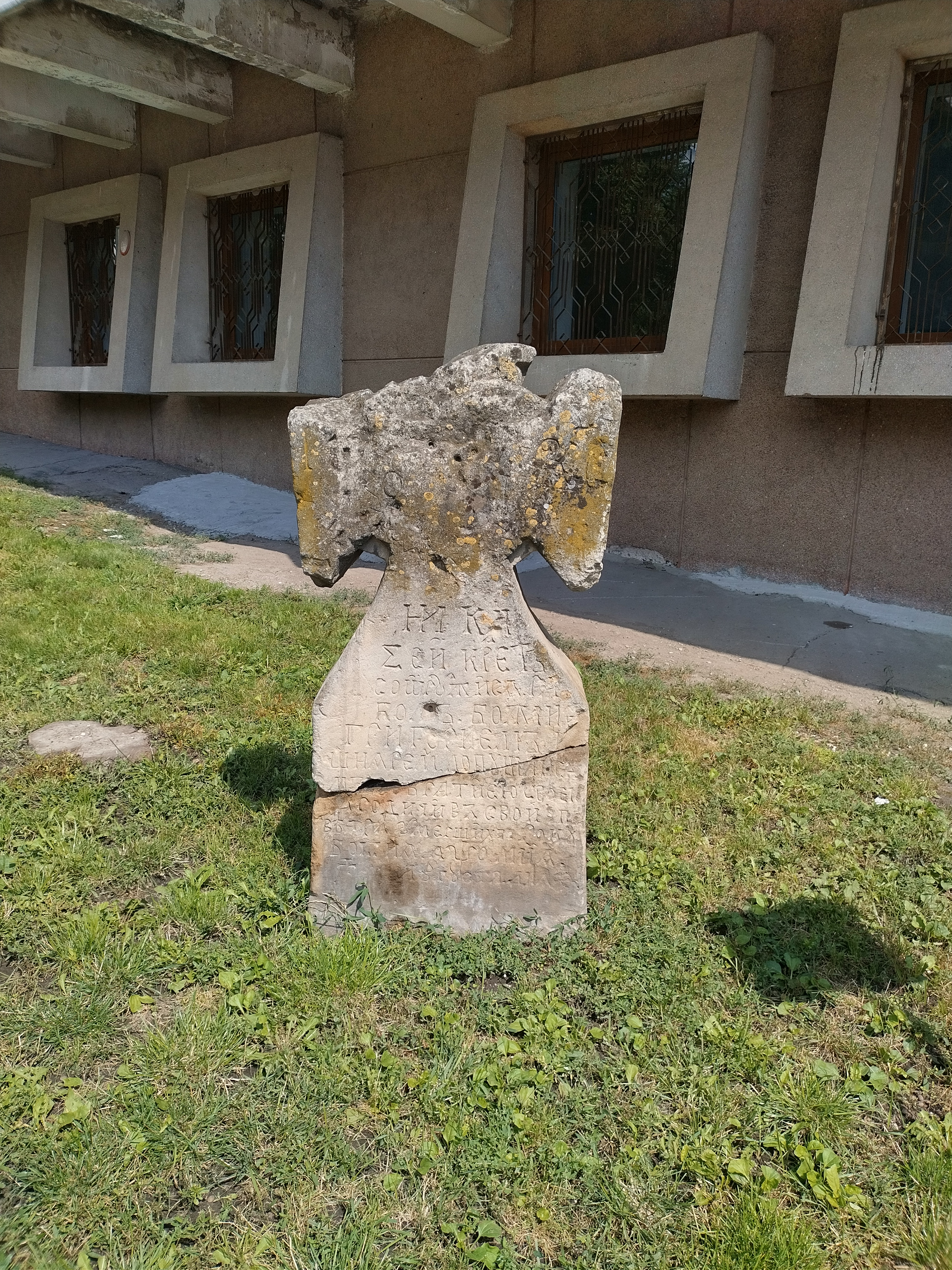
Каменный крест

В фондах музея хранится более 256 тысяч экспонатов. Особенно большими являются сборники одежды местного населения из разных регионов области, коллекции изобразительного и декоративно-прикладного искусства, нумизматики, филателии, документов и фотографий, вещей быта.
Одними из наиболее значимых экспонатов Тернопольского областного краеведческого музея являются археологические артефакты (около 40 тысяч единиц), 312 предметов оружия, ценная коллекция икон XVII — начала XIX веков, старопечатные книги Почаевской Лавры XVII — XVIII веков, образцы одежды местного населения, ковры ткацких мастерских XIX века и другое.
Постоянная экспозиция музея включает около 12 тысяч единиц хранения.
Экспозиция отдела природы знакомит посетителей музея с географическим положением, геологической историей и

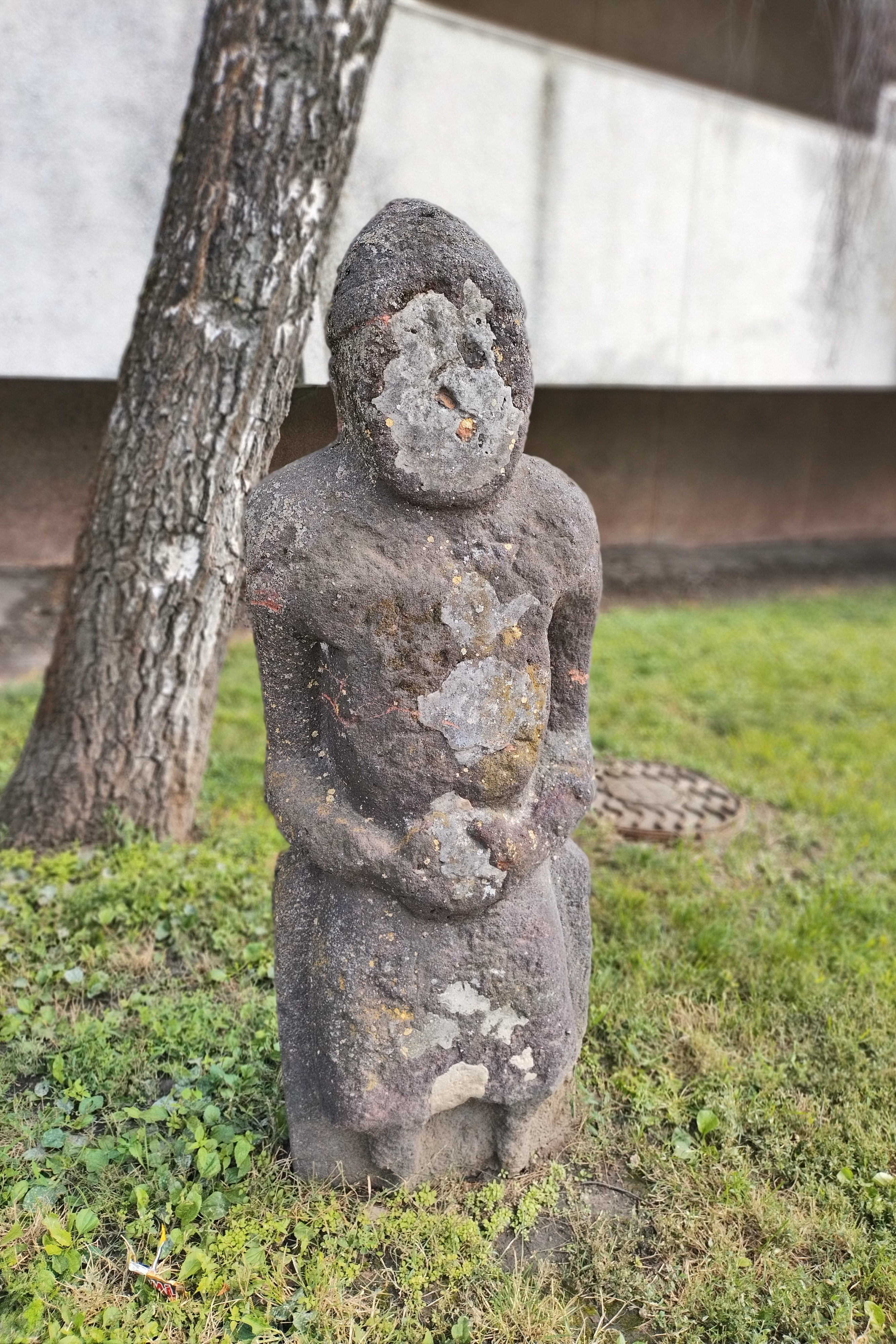
Скифская «баба»

геологическим строением, полезными ископаемыми, рельефом, водными ресурсами, климатом, растительным, животным миром и ландшафтами Тернопольской области.
В экспозиции отдела древней, средневековой и новой истории представлены материалы, отражающие первобытнообщинное, феодальное и капиталистическое устройство региона.
Отдел новейшей истории охватывает период от Первой мировой войны до настоящего времени.
В музее имеется выставочный зал, где ежемесячно устраиваются экспозиции из фондовых материалов, а также выставки из других музеев, выставки современных художников, тематические экспозиции. Фондовые материалы были представлены на международных выставках в Польше, Германии и Румынии.
В ноябре 2021 года Тернопольский областной краеведческий музей представил выставку «Тайны давнего письма». В экспозиции были представлены старинные тетради, чернильницы, старопечатные книги, перья, исторические школьные фотографии, доски.